# Tiskarna v Goraždu
Tiskarna v Goraždu (srbsko Горажданска штампарија ali Goraždanska štamparija) je bila ena najzgodnejših tiskarn med Srbi in prva na ozemlju današnje Bosne in Hercegovine (takrat del Osmanskega cesarstva). Ustanovljena je bil leta 1519 v Benetkah, kmalu pa je bila premeščena v srbsko pravoslavno cerkev svetega Jurija v vasi Sopotnica pri Goraždu, v osmanskem Hercegovskem sandžaku. Ustanovil in vodil jo je Božidar Ljubavić, znan tudi kot Božidar Goraždanin, ki je bil ugleden goraždanski trgovec. Njegov sin Teodor Ljubavić, duhovnik mileševskega samostana, je vodil delo tiskarne. Delovala je do leta 1523. Izdelala je tri knjige, ki sodijo med boljše dosežke zgodnjih srbskih tiskarjev.

## Ozadje
Potem ko je okoli leta 1450 Johannes Gutenberg v Mainzu v Nemčiji izumil tiskarski stroj, je bila umetnost tiskanja knjig kmalu uvedena tudi v druge dele Evrope. Do konca 15. stoletja so Benetke postale glavno središče tiska. Leta 1493 je Đurađ Crnojević, vladar Zetske kneževine (v današnji Črni gori), poslal duhovnika Makarija v Benetke, da bi kupil stiskalnico in se naučil tiskarske umetnosti. V Cetinju, glavnem mestu Zete, je Makarije leta 1494 natisnil Cetinjski oktoehos, prva inkunabula, napisana v srbski različici cerkvenoslovanskega jezika. Tiskarna Crnojevića je delovala do leta 1496, ko je Zeta padla pod Osmane. Leta 1518 je Božidar Ljubavić prebival v samostanu Mileševa, sedežu srbske pravoslavne škofije, ki je bila od leta 1373 del Bosanske kraljevine. Mileševa in drugi deli njene škofije, vključno z mestom Goražde, so bili na območju Hercegovine , ki so jo med leti 1465 in 1481 postopoma osvajali Osmani.

## Tiskanje
V drugi polovici leta 1518 je Božidar Ljubavić poslal svoja sinova Đurađa in duhovnika Teodorja v Benetke, da bi kupili tiskarno in se naučili tiskarske umetnosti. Brata Ljubavić sta nabavila stiskalnico in začela tiskati hieratikon (duhovniška službena knjiga), katere kopije so bile dokončane do 1. julija 1519 bodisi v Benetkah bodisi v cerkvi sv. Jurija pri Goraždu. Potem ko je Đurađ Ljubavić umrl v Benetkah 2. marca 1519, ni jasno, ali je njegov brat prepeljal tiskarno v Goražde pred ali po končanem delu na hieratikonu. Pri cerkvi svetega Jurija je Teodor organiziral tiskarno, ki je poleg hieratikona izdala še dve knjigi v cerkvenoslovanščini srbske preobrazbe: psalter leta 1521 in manjši evhologion (ena glavnih liturgičnih knjig vzhodnih pravoslavnih in bizantinskih katoličanov) leta 1523. Goraždanski psalter, ki vsebuje 352 listov, je največja izmed treh knjig. V tiskarni niso bili vezani, saj je bilo to delo v pristojnosti prodajalcev knjig. Trgovina je bila v Goraždu dobro razvita, saj je bilo mesto zgrajeno na stičišču treh pomembnih cest, ki so ga povezovale z Dubrovnikom, Vrhbosno (Sarajevo) in Kosovom.

## Posledice
Naslednja tiskarna se je v Bosni in Hercegovini pojavila šele leta 1866, ko je začela delovati Šopronova tiskarna. Leta 1544 je bila tiskarna iz Goražda prepeljana v Târgoviște, glavno mesto Vlaške in je tako postala druga tovrstna naprava na ozemlju današnje Romunije. Njeno preselitev in ponovno aktiviranje je opravil Dimitrije Ljubavić, Božidarjev vnuk. V Târgovișteju je Dimitrije v začetku leta 1545 natisnil evhologijo, leta 1547 pa apostolarij. Božidar Vuković je v Benetkah leta 1519 ali 1520 ustanovil svojo tiskarno sočasno z bratoma Ljubavić. Deloval je, s prekinitvami, vse do konca 16. stoletja. Obstajale so še druge zgodnje srbske tiskarne, ustanovljene na ozemlju Osmanskega cesarstva: v samostanu Rujan pri Užicu leta 1529, v samostanu Gračanica pri Prištini leta 1539, v samostanu Mileševa leta 1546, v Beogradu leta 1552, ponovno v Mileševu leta 1557, v samostanu Mrkšina Crkva pri Valjevu leta 1562 in v Skadru leta 1563. Delovale so od enega do štirih let in izdale po eno do tri knjige.